# Ulises Valentín
Ulises Valentín (ur. 6 czerwca 1968 w Santo Domingo) – dominikański zapaśnik. Dwukrotny olimpijczyk w stylu klasycznym w kategorii 52 kg. Jedenasty w Barcelonie 1992 i szesnasty w Atlancie 1996 roku.
Czwarty na igrzyskach panamerykańskich w 1991. Trzy brązowe medale mistrzostw panamerykańskich, w 1992, 1993 i 1997. Pięciokrotnie na podium na igrzyskach Ameryki Środkowej i Karaibów, srebro w 1990 i 1993. Drugi i trzeci na mistrzostwach Ameryki Centralnej w 1990 roku